# ملارد
مَلارد مرکز شهرستان ملارد و از
خوش آب و هواترین
شهرهای استان تهران است. این شهر از سطح دریا ۱۱۵۲ متر ارتفاع دارد و با جمعیت ۲۸۱ هزار نفر از پرجمعیت ترین شهر‌های همجوار تهران است و از محله‌های آن می‌توان به سرآسیاب، مارلیک، صفادشت و قلعه فرامرز اشاره کرد، ملارد دارای ۱۲ روستا است که بزرگترین آن خوشنام می‌باشد.

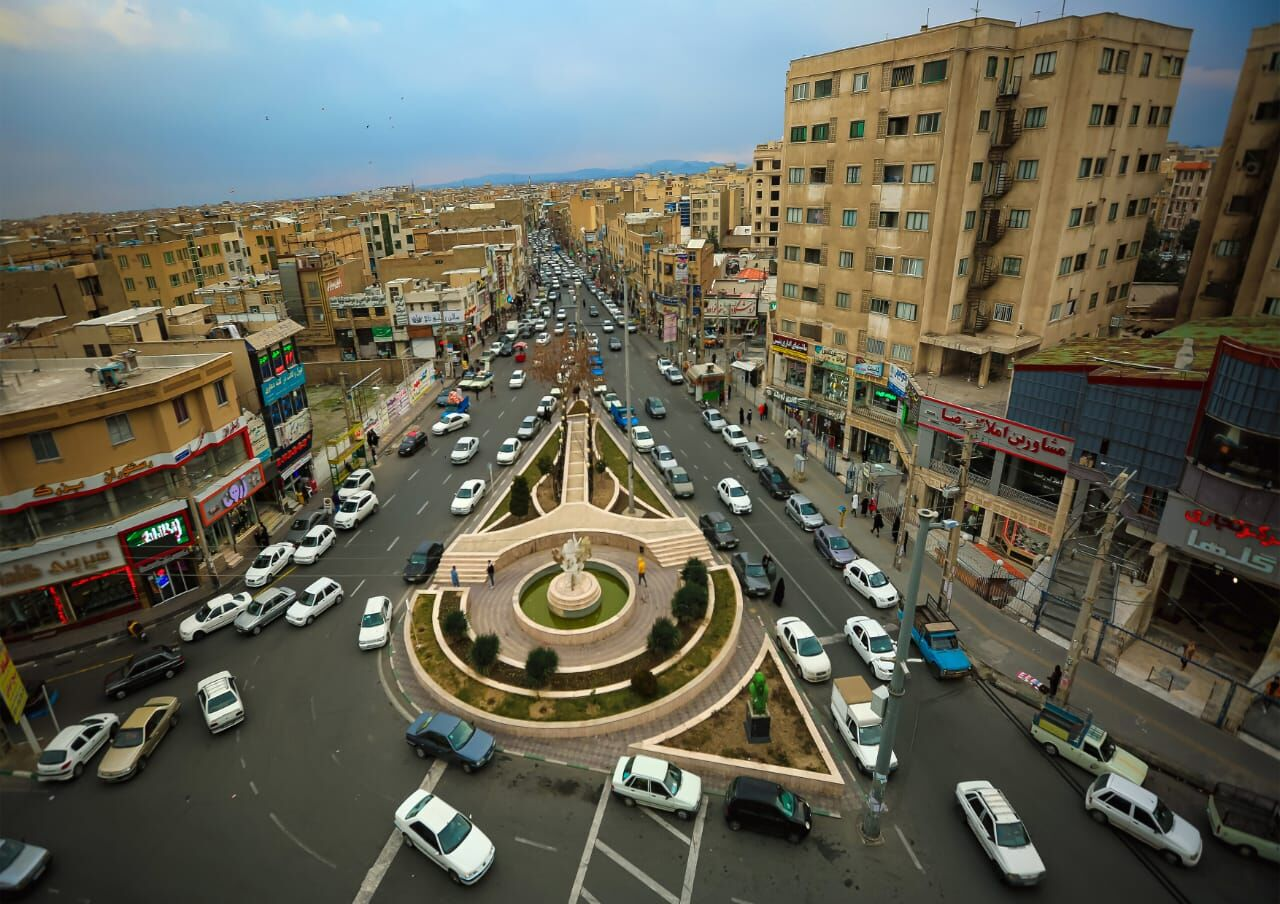
main square

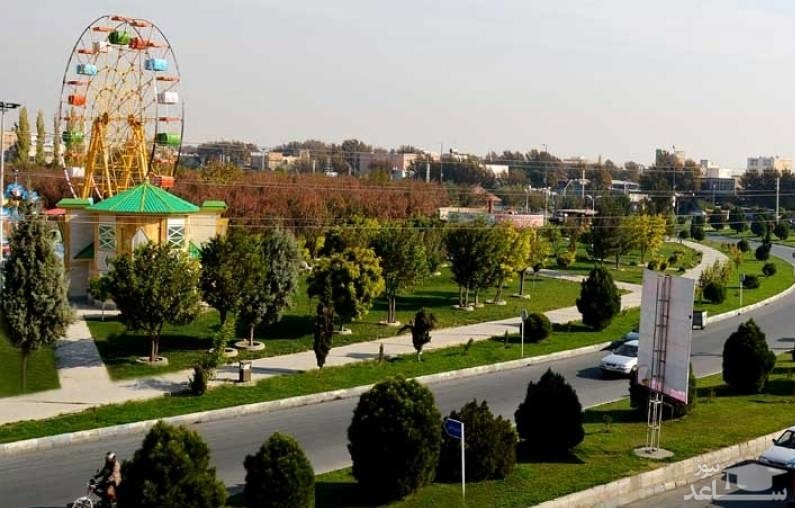
marlik

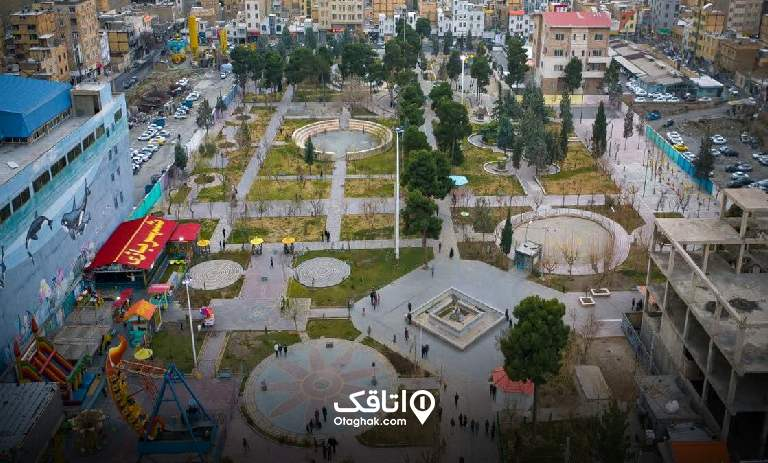
park of sarasiab

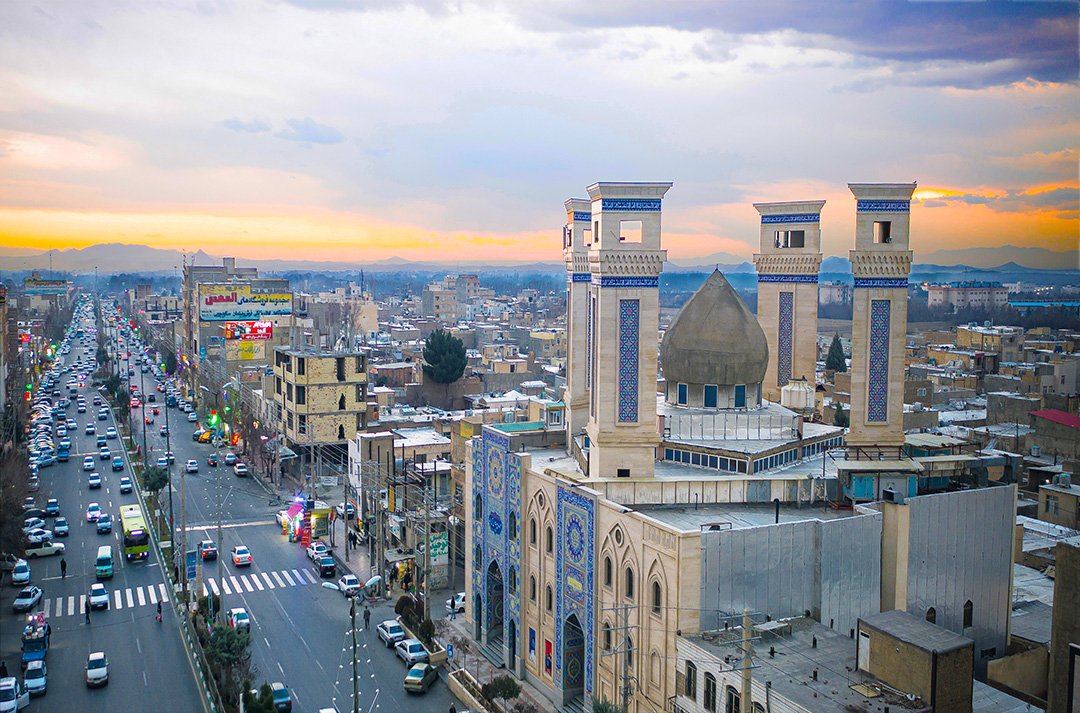
main st

## موقعیت
این شهر در غرب استان تهران واقع شده‌است. فاصله ملارد با تهران ۵۰ کیلومتر و با کرج که در امتداد شمال ملارد است، ۲۲ کیلومتر است.
خط مترو تهران کرج قرار است تا ملارد نیز ادامه یابد. شهرستان ملارد دارای دو شهر به نام‌های ملارد و صفادشت می‌باشد و هر کدام از شهرها دارای شهرداری‌های جداگانه (شهرداری ملارد و شهرداری صفادشت) می‌باشند

## آثار تاریخی
از آثار باستانی ملارد می‌توان به تخت کیکاووس،قلعه فرامرزیه و امامزاده ابراهیم ملارد اشاره کرد.